# 三色刺蝶魚
三色刺蝶魚（學名：Holacanthus tricolor），俗名美國石美人，為輻鰭魚綱鱸形目鱸亞目蓋刺魚科的其中一個種。

## 分布
本魚分布於西大西洋區，包括美國、墨西哥、宏都拉斯、尼加拉瓜、貝里斯、哥斯大黎加、巴拿馬、加勒比海各島嶼、哥倫比亞、委內瑞拉、蘇利南、法屬圭亞那、蓋亞那、巴西等海域。

## 深度
水深3~92公尺。

## 特徵
本魚幼魚和成魚體色相同，只是顏色分布部位不同。幼魚體色為黃色，背鰭後部下面的側腹上有藍邊黑斑塊，覆蓋了成魚3/4的魚體，只有頭、胸、頸背部呈黃色。黑色的背鰭和臀鰭的邊緣為紅色及黃色，胸鰭、腹鰭及尾鰭呈黃色。背鰭硬棘14枚，軟條17~19枚；臀鰭硬棘3枚，軟條18~20枚。體長可達35公分。

## 生態
本魚棲息於岩礁與珊瑚豐富的區域。稚魚常在火珊瑚中出現。肉食性，以被囊類、海綿、珊瑚與藻類為食。

## 經濟利用
為高經濟價值的魚類，較少當食用魚。有報告指出其體內含有雪卡魚毒。